# 西比勒·舍恩罗克
西比勒·舍恩罗克（德語：Sybille Schönrock，1964年7月28日—），德国女子游泳运动员。她曾代表东德参加1980年夏季奥林匹克运动会游泳比赛，获得女子200米蝶泳银牌。